# Nueva Granada (El Salvador)
Nueva Granada é um município de El Salvador, localizado no departamento de Usulután.